# Arai (Familienname)
Arai (新井 oder 荒井) ist ein japanischer Familienname.

## Namensträger
- Akino Arai (* 1959), japanische Sängerin
- Alberto Arai (1915–1955), mexikanischer Architekt
- Chizuru Arai (* 1993), japanische Judoka
- Daisuke Arai (* 1988), japanischer Rollstuhltennisspieler
- Arai Hakuseki (1657–1725), konfuzianischer Gelehrter, Ökonom, Dichter und Berater des Shogun Tokugawa Ienobu
- Haruki Arai (* 1998), japanischer Fußballspieler
- Hideaki Arai (* 2000), japanischer Fußballspieler
- Hikaru Arai (* 1999), japanischer Fußballspieler
- Hirofumi Arai (* 1979), japanischer Schauspieler
- Hirooki Arai (* 1988), japanischer Geher
- Hiroto Arai (* 1996), japanischer Fußballspieler
- Ikki Arai (* 1993), japanischer Fußballspieler
- Izumi Arai (* 1964), japanische Popsängerin und Synchronsprecherin, siehe Minami Takayama
- Jumpei Arai (Fußballspieler, 1989) (* 1989), japanischer Fußballspieler
- Jumpei Arai (Fußballspieler, 1994) (* 1994), japanischer Fußballspieler
- Ken Arai (* 1981), japanischer Speerwerfer
- Kenji Arai (* 1978), japanischer Fußballspieler
- Kichio Allen Arai (1901–1966), US-amerikanischer Architekt
- Kōzō Arai (* 1950), japanischer Fußballspieler
- Kyūya Arai († 2012), japanischer Manager
- Maki Arai (* 1982), japanische Tennisspielerin
- Makoto Arai (* 1950), japanischer Rechtswissenschaftler und Hochschullehrer
- Mao Arai (* 2003), japanische Judoka
- Marie Arai (* 1981), japanische Eiskunstläuferin
- Masao Arai (* 1949), japanischer Ringer
- Masaru Arai (* 1952), japanischer Astronom
- Mikihito Arai (* 1994), japanischer Fußballspieler
- Mizuki Arai (* 1997), japanischer Fußballspieler
- Nanami Arai (* 1994), japanischer Mittel- und Langstreckenläufer
- Naoto Arai (* 1996), japanischer Fußballspieler
- Nobuo Arai (1909–1990), japanischer Schwimmer
- Noriko Arai (* 1962), japanische Mathematikerin, Informatikerin und Hochschullehrerin
- Arai Ōsui (1846–1922), japanischer Christ
- Riichi Arai (* 1933), japanischer Basketballspieler
- Arai Ryōhei (Regisseur) (1901–1980), japanischer Filmregisseur
- Ryōhei Arai (Fußballspieler) (* 1990), japanischer Fußballspieler
- Ryōhei Arai (Leichtathlet) (* 1991), japanischer Speerwerfer
- Sasagu Arai (* 1930), japanischer Theologe
- Satomi Arai (* 1980), japanische Synchronsprecherin
- Satoru Arai (* 1947), japanischer Rodler
- Satoshi Arai (* 1946), japanischer Politiker
- Arai Shigeo (1916–1944), japanischer Schwimmer

- Shiro Arai (* 1930), Gründer des japanischen Gitarrenherstellers Aria
- Shōgo Arai (* 1945), japanischer Politiker
- Shōta Arai (Fußballspieler, 1985) (* 1985), japanischer Fußballspieler
- Shōta Arai (Fußballspieler, 1988) (* 1988), japanischer Fußballspieler
- Shu Arai (* 1975), japanischer Tischtennisspieler
- Shūga Arai (* 1999), japanischer Fußballspieler
- Taiki Arai (* 1997), japanischer Fußballspieler
- Takahiro Arai (* 1977), japanischer Baseballspieler
- Tatsunori Arai (* 1983), japanischer Fußballspieler
- Tatsuya Arai (* 1988), japanischer Fußballspieler
- Tomoyuki Arai (* 1981), japanischer Leichtathlet
- Toru Arai, japanische Malerin
- Toshihiro Arai (* 1966), japanischer Rallyefahrer
- Toyomi Arai (1935–2012), japanische Dichterin
- Yoshiaki Arai (* 1995), japanischer Fußballspieler
- Yoshika Arai (* 1982), japanische Hindernisläuferin
- Yoshinori Arai (* 1948), japanischer Ruderer
- Yuko Arai (* 1973), japanische Fechterin
- Yuta Arai (Fußballspieler, 2003) (* 2003), japanischer Fußballspieler
- Yuta Arai (Fußballspieler, 2004) (* 2004), japanischer Fußballspieler